# Molgula malvinensis
Molgula malvinensis är en sjöpungsart som beskrevs av Ärnbäck 1938. Molgula malvinensis ingår i släktet Molgula och familjen kulsjöpungar.
Artens utbredningsområde är Södra Ishavet. Inga underarter finns listade i Catalogue of Life.